# Bayerischer Toto-Pokal 2021/22
Der Bayerische Toto-Pokal 2021/22 des Bayerischen Fußball-Verbandes ist die 13. Saison seit der Pokalreform 2009/10. Das Turnier wurde am 10. August 2021 mit 19 Partien eröffnet, zwischen dem 13. und dem 17. Juli 2021 fanden bereits die Qualifikationsspiele statt. Der Sieger des Endspiels qualifiziert sich für die 1. Hauptrunde des DFB-Pokals 2022/23.
Die sieben zweiten Mannschaften von höherklassigen Vereinen aus der Regional- und Bayernliga sind nicht teilnahmeberechtigt.

## Teilnehmende Mannschaften
Insgesamt nehmen 64 Mannschaften an der 1. Hauptrunde des Pokals teil:
- 22 Kreismeister:
  - Oberbayern: TSV Oberpframmern, FSV Pfaffenhofen, TuS Prien, DJK Waldram
  - Niederbayern: FC Eintracht Landshut, FC Tiefenbach DJK
  - Schwaben: Kissinger SC, DJK SV Ost Memmingen, SV Wörnitzstein-Berg
  - Oberpfalz: SV 08 Auerbach, FSV Prüfening, SV Schwarzhofen
  - Oberfranken: BSC Saas Bayreuth, 1. FC Mitwitz, ASV Wunsiedel
  - Mittelfranken: SC Adelsdorf, SV Gutenstetten-Steinachgrund, FC Wendelstein
  - Unterfranken: SV Birkenfeld, SV Germania Dettingen, TSV 06 Gochsheim, FC Frankonia Thulba

- 3 Drittligisten: TSV 1860 München, Türkgücü München, Würzburger Kickers

- 19 Qualifikanten aus der Verbandsebene:
  - 16 Regionalligisten: Viktoria Aschaffenburg, TSV Aubstadt, SpVgg Bayreuth, TSV Buchbach, Wacker Burghausen, VfB Eichstätt, SC Eltersdorf, SV Heimstetten, FV Illertissen, FC Memmingen, FC Pipinsried, TSV 1896 Rain, TSV 1860 Rosenheim, SV Schalding-Heining, 1. FC Schweinfurt 05, SpVgg Unterhaching
  - 3 Bayernligisten: VfR Garching, SV Kirchanschöring, ASV Neumarkt
- 20 Sieger der Qualifikationsrunden[1]:
  - 13 Bayernligisten: DJK Ammerthal, SpVgg Ansbach 09, Türkspor Augsburg, FC Deisenhofen, 1. SC Feucht, TSV Großbardorf, FC Gundelfingen, FC Ismaning, TSV 1874 Kottern, TSV Landsberg, TSV Schwabmünchen, DJK Vilzing, Würzburger FV
  - 7 Landesligisten: SV Bruckmühl, SC Ettmannsdorf, SV Friesen, SV Alemannia Haibach, SV Mitterteich, TSV Nürnberg-Buch, SC 04 Schwabach

## 1. Hauptrunde
Die Partien wurden am 10., 11., 18. und 25. August 2021 ausgetragen.
| Datum                      |                       | Ergebnis        |                               |
| -------------------------- | --------------------- | --------------- | ----------------------------- |
| 10. August 2021, 18:00 Uhr | FC Wendelstein        | 2:8             | SpVgg Unterhaching            |
| 10. August 2021, 18:00 Uhr | DJK Waldram           | 0:6             | SV Heimstetten                |
| 10. August 2021, 18:00 Uhr | SV 08 Auerbach        | 1:3             | SpVgg Bayreuth                |
| 10. August 2021, 18:00 Uhr | Kissinger SC          | 2:5             | TSV 1896 Rain                 |
| 10. August 2021, 18:00 Uhr | FC Eintracht Landshut | 0:3             | TSV Buchbach                  |
| 10. August 2021, 18:00 Uhr | TSV Oberpframmern     | 1:5             | Wacker Burghausen             |
| 10. August 2021, 18:00 Uhr | FC Tiefenbach DJK     | 0:10            | 1. FC Schweinfurt 05          |
| 10. August 2021, 18:00 Uhr | DJK SV Ost Memmingen  | 1:5             | FC Memmingen                  |
| 10. August 2021, 18:00 Uhr | FC Thulba             | 0:14            | TSV Aubstadt                  |
| 10. August 2021, 18:00 Uhr | BSC Saas Bayreuth     | 1:1 (4:3 i. E.) | Viktoria Aschaffenburg        |
| 10. August 2021, 18:00 Uhr | SC Adelsdorf          | 0:4             | SC Eltersdorf                 |
| 10. August 2021, 18:00 Uhr | TSV 1874 Kottern      | w/o 1           | VfB Eichstätt                 |
| 10. August 2021, 18:00 Uhr | FC Deisenhofen        | 0:0 (4:3 i. E.) | FC Pipinsried                 |
| 10. August 2021, 18:00 Uhr | VfR Garching          | 0:2             | FV Illertissen                |
| 10. August 2021, 18:30 Uhr | ASV Wunsiedel         | 2:4             | SV Mitterteich                |
| 10. August 2021, 18:30 Uhr | SV Schwarzhofen       | 0:2             | SV Schalding-Heining          |
| 10. August 2021, 18:30 Uhr | DJK Ammerthal         | 1:3             | DJK Vilzing                   |
| 10. August 2021, 19:00 Uhr | SV Bruckmühl          | 2:2 (3:4 i. E.) | TSV 1860 Rosenheim            |
| 10. August 2021, 19:00 Uhr | SC 04 Schwabach       | 0:3             | ASV Neumarkt                  |
| 10. August 2021, 19:30 Uhr | TuS Prien             | 0:2             | SV Kirchanschöring            |
| 11. August 2021, 18:00 Uhr | SV Birkenfeld         | 0:3             | TSV 1860 München              |
| 11. August 2021, 18:00 Uhr | FSV Pfaffenhofen      | 0:7             | Türkgücü München              |
| 11. August 2021, 18:00 Uhr | SV Germania Dettingen | 0:1             | SV Alemannia Haibach          |
| 11. August 2021, 18:00 Uhr | TSV 06 Gochsheim      | 2:5             | TSV Großbardorf               |
| 11. August 2021, 18:00 Uhr | FC Ismaning           | 1:4             | Türkspor Augsburg             |
| 11. August 2021, 18:00 Uhr | TSV Schwabmünchen     | 1:3             | TSV Landsberg                 |
| 11. August 2021, 18:30 Uhr | Würzburger Kickers    | 9:0             | SV Gutenstetten-Steinachgrund |
| 11. August 2021, 18:30 Uhr | 1. FC Mitwitz         | 0:2             | SV Friesen                    |
| 11. August 2021, 19:00 Uhr | SV Wörnitzstein-Berg  | 0:3             | FC Gundelfingen               |
| 11. August 2021, 19:00 Uhr | 1. SC Feucht          | 0:2             | SpVgg Ansbach 09              |
| 11. August 2021, 19:00 Uhr | TSV Nürnberg-Buch     | 0:1             | Würzburger FV                 |
| 25. August 2021, 17:45 Uhr | FSV Prüfening         | 3:4             | SC Ettmannsdorf               |

## 2. Hauptrunde
Die Partien wurden zwischen dem 17. und dem 31. August 2021 ausgetragen.
| Datum                      |                      | Ergebnis        |                      |
| -------------------------- | -------------------- | --------------- | -------------------- |
| 17. August 2021, 17:45 Uhr | FC Gundelfingen      | 1:4             | Türkgücü München     |
| 18. August 2021, 17:45 Uhr | BSC Saas Bayreuth    | 0:3             | TSV 1860 München     |
| 18. August 2021, 17:45 Uhr | TSV Großbardorf      | 1:3             | Würzburger Kickers   |
| 24. August 2021, 17:45 Uhr | SV Friesen           | 0:3             | 1. FC Schweinfurt 05 |
| 24. August 2021, 17:45 Uhr | SpVgg Ansbach 09     | 1:3             | TSV Aubstadt         |
| 24. August 2021, 17:45 Uhr | DJK Vilzing          | 0:2             | SpVgg Bayreuth       |
| 24. August 2021, 17:45 Uhr | SV Mitterteich       | 0:2             | SC Eltersdorf        |
| 24. August 2021, 17:45 Uhr | TSV 1874 Kottern     | 0:3             | FV Illertissen       |
| 24. August 2021, 17:45 Uhr | TSV Landsberg        | 1:3             | TSV 1896 Rain        |
| 24. August 2021, 17:45 Uhr | Türkspor Augsburg    | 1:1 (4:3 i. E.) | FC Memmingen         |
| 24. August 2021, 17:45 Uhr | FC Deisenhofen       | 2:5             | SV Heimstetten       |
| 24. August 2021, 17:45 Uhr | SV Schalding-Heining | 0:0 (6:7 i. E.) | Wacker Burghausen    |
| 24. August 2021, 18:30 Uhr | SV Kirchanschöring   | 3:0             | TSV 1860 Rosenheim   |
| 24. August 2021, 18:30 Uhr | SpVgg Unterhaching   | 1:4             | TSV Buchbach         |
| 25. August 2021, 17:45 Uhr | SV Alemannia Haibach | 1:0             | Würzburger FV        |
| 31. August 2021, 17:30 Uhr | SC Ettmannsdorf      | 1:4             | ASV Neumarkt         |

## Achtelfinale
Die Partien wurden am 7. und 8. September 2021 ausgetragen.
| Datum                        |                      | Ergebnis        |                      |
| ---------------------------- | -------------------- | --------------- | -------------------- |
| 7. September 2021, 17:30 Uhr | SV Alemannia Haibach | 1:10            | 1. FC Schweinfurt 05 |
| 7. September 2021, 17:30 Uhr | ASV Neumarkt         | 0:2             | SpVgg Bayreuth       |
| 7. September 2021, 17:30 Uhr | TSV Aubstadt         | 3:1             | TSV 1896 Rain        |
| 7. September 2021, 18:30 Uhr | SC Eltersdorf        | 0:3             | Würzburger Kickers   |
| 7. September 2021, 18:30 Uhr | SV Kirchanschöring   | 1:3             | FV Illertissen       |
| 7. September 2021, 18:30 Uhr | SV Heimstetten       | 1:4             | TSV Buchbach         |
| 8. September 2021, 17:30 Uhr | Türkspor Augsburg    | 0:4             | Türkgücü München     |
| 8. September 2021, 18:30 Uhr | Wacker Burghausen    | 2:2 (4:5 i. E.) | TSV 1860 München     |

## Viertelfinale
Die Partien wurden am 8. und 9. Oktober sowie am 9. November 2021 ausgetragen. Eine Nachholpartie fand am 8. März 2022 statt.
| Datum                       |                      | Ergebnis |                    |
| --------------------------- | -------------------- | -------- | ------------------ |
| 8. Oktober 2021, 19:00 Uhr  | TSV Buchbach         | 2:3      | TSV 1860 München   |
| 9. Oktober 2021, 16:00 Uhr  | TSV Aubstadt         | 3:1      | Türkgücü München   |
| 9. November 2021, 19:00 Uhr | FV Illertissen       | 2:1      | SpVgg Bayreuth     |
| 8. März 2022, 19:00 Uhr     | 1. FC Schweinfurt 05 | 1:4      | Würzburger Kickers |

## Halbfinale
Die Partien wurden am 26. März 2022 ausgetragen.
| Datum                    |                | Ergebnis        |                    |
| ------------------------ | -------------- | --------------- | ------------------ |
| 26. März 2022, 14:00 Uhr | TSV Aubstadt   | 1:1 (3:2 i. E.) | TSV 1860 München   |
| 26. März 2022, 14:00 Uhr | FV Illertissen | 3:1             | Würzburger Kickers |

## Finale
| FV Illertissen                                           | FV Illertissen | TSV Aubstadt | TSV Aubstadt |
| -------------------------------------------------------- | --- | --- | ------------ |
| FV Illertissen                                           | \| 21. Mai 2022 um 16:40 Uhr in Illertissen (Vöhlinstadion) \| \| Ergebnis: 1:1 (0:0), 4:3 i. E. \| \| Zuschauer: 1.620 \| \| Schiedsrichter: Florian Badstübner \| \| Spielbericht \|                                                                                                   | \| 21. Mai 2022 um 16:40 Uhr in Illertissen (Vöhlinstadion) \| \| Ergebnis: 1:1 (0:0), 4:3 i. E. \| \| Zuschauer: 1.620 \| \| Schiedsrichter: Florian Badstübner \| \| Spielbericht \| | TSV Aubstadt |
| FV Illertissen                                           | Felix Thiel – Philipp Boyer ( 84. Luka Kljajić), Nicolas Keckeisen, Alexander Kopf, Marius Wegmann – Gōson Sakai, Fabio Maiolo ( 84. Tim Bergmiller), Maurice Strobel ( 77. Łukasz Mozler) – Yannick Glessing ( 75. Marco Gölz), Kento Teranuma, Jannik Wanner Cheftrainer: Marco Konrad | Lukas Wenzel – Ingo Feser, Tim Hüttl, Christian Köttler, Leonard Langhans – Marcel Volkmuth ( 69. Jens Trunk), Ben Müller ( 90+1. Steffen Behr), Björn Schönwiesner ( 65. Christopher Bieber), Patrick Hofmann – Leon Heinze ( 69. Maksim Schebak), Joshua Endres Cheftrainer: Victor Kleinhenz | TSV Aubstadt |
| FV Illertissen                                           | 1:0 Teranuma (68.) | 1:1 Kopf (77., Eigentor) | TSV Aubstadt |
| FV Illertissen                                           | Elfmeterschießen | | TSV Aubstadt |
| FV Illertissen                                           | 1:1 Thiel 2:1 Kopf Mozler 3:2 Keckeisen 4:3 Teranuma | 0:1 Endres Bieber 2:2 Trunk Schebak 3:3 Hüttl | TSV Aubstadt |
| FV Illertissen                                           | Teranuma (59.), Strobel (73.) | Müller (40.), Heinze (47.), Köttler (71.), Hofmann (73.) | TSV Aubstadt |
| 21. Mai 2022 um 16:40 Uhr in Illertissen (Vöhlinstadion) | | |              |
| Ergebnis: 1:1 (0:0), 4:3 i. E.                           | | |              |
| Zuschauer: 1.620                                         | | |              |
| Schiedsrichter: Florian Badstübner                       | | |              |
| Spielbericht                                             | | |              |